# أليكساندر هانس
أليكساندر هانس (18 يونيو 1994 بالبرازيل - ) هو لاعب كرة قدم برازيلي في مركز الدفاع.

## وصلات خارجية
- أليكساندر هانس على موقع قاعدة بيانات كرة القدم.إي يو (الإنجليزية)
- أليكساندر هانس على موقع Soccerway.com (الإنجليزية)